# Marco Müller
Pour les articles homonymes, voir Müller.
Marco Müller, né le 7 juin 1953 à Rome, est un producteur italien de cinéma.

## Biographie
Marco Müller étudie d'abord l'anthropologie, en particulier chinoise, avant de se tourner vers le cinéma.
Il est, entre autres, le coproducteur du film No Man's Land de Danis Tanović, Prix du scénario au Festival de Cannes 2001 et Oscar du meilleur film étranger en 2002.
Sa société de production est Fabrica Cinema, dont le siège est à Bologne.
De 1989 à 1991, il est également directeur du festival de films de Rotterdam, avant de prendre la direction du festival de Locarno de 1991 à 2000. Il prend la suite de Moritz de Hadeln comme directeur artistique de la Mostra de Venise de 2004 à 2011.
En 2007, il crée un Queer Lion Award à l'occasion de la 64e Mostra.